# Лапонски рат
Лапонски рат (фин. Lapin sota, швед. Lapplandskriget) је вођен између Финске и нацистичке Немачке од септембра 1944. до априла 1945. у финској најсевернијој покрајини Лапонији. Док су Финци ово сматрали као посебан сукоб исто као и Настављени рат, немачке снаге су сматрале своје акције делом Другог светског рата. Особеност рата је био да је финска војска била приморана да демобилише своје снаге, док се у исто време борила да натера немачку војску да напусти Финску. Немачке снаге су се повукле у Норвешку, а Финска је успела да изврши своје обавезе из Московског примирја, иако је формално остала у рату са Совјетским Савезом, Уједињеним Краљевством и британским доминионима све док формално закључење Настављеног рата ратификовање Париског мировног споразума из 1947.

## Увод
Немачка и Финска су биле у рату са Совјетским Савезом од јуна 1941, блиско сарађујући у Настављеном рату. Међутим, већ у лето 1943. немачка Врховна команда је почела да прави планове за случај да Финска склопи посебан мировни споразум са Совјетским Савезом. Немци су планирали да повуку своје снаге на север како би се штитили руднике никла близу Петсама.
Током зиме 1943-1944, Немци су побољшали путеве од северне Норвешке до северне Финске интензивном употребом радне снаге ратних заробљеника у појединим областима. Жртве међу тим ратним заробљеницима су биле високе, делом због тога што су многи од њих заробљени у јужној Европи и даље су били у летњим униформама. Поред тога, Немци су истражили одбрамбене положаје и направили планове за евакуацију што је више могуће материјала из региона и спровели брижљиве припреме за повлачење својих снага. Немачки план повлачења је 9. априла 1944. добио име операција Бирке. Иако су у јуну 1944. Немци почели са активном изградњом утврђења против непријатељског напредовања са југа, несрећна смрт генерал-пуковника Едуарда Дитла је 23. јуна 1944. довела генерал-пуковника Лотара Рендулића на месту команданта 20. брдске армије.
Промена финског вођства је натерало Немце да већ почетком августа 1944. верују да ће Финска покушати да постигне посебан споразум са Совјетским Савезом. Фински најава прекида ватре је изазвало избезумљене напоре немачке 20. брдске армије која је одмах започела операцију Бирке и друге евакуације материјала из Финске. Велике количине материјала су евакуисани из јужне Финске и оштре казне су прописане за било какво ометање повлачења. Финска војска је пребачена на север да се суочи са Немцима, и укључивали су 3, 6, и 11. дивизију, оклопну дивизију, као и 15. пограничну ловачку бригаду.

## Балтичко море
Након што су Финци обавестили Немце о прекиду ватре између Финске и Совјетског Савеза, Немци су 2. септембра 1944, почели да конфискују пошиљке намењене Финској. Међутим, пошто је ова акција имала за резултат финску одлуку да се не дозволи бродовима да плове из Финске у Немачку и скоро омела евакуацију материјала у операцији Бирке, ова одлука је опозвана. Након што је наредба опозвана, Финци су заузврат дозволили да се фински бродови користе да се убрза немачка евакуације. Прве немачке поморске мине су постављене у финским водама 14. септембра 1944, наводно против совјетских бродова, мада су Немци упозорили Финце о својим намерама, јер Финска и Немачка још увек нису били у отвореном сукобу у то време.
Дана 15. септембра 1944. немачка морнарица је покушала да заузме острво Хогланд у операцији Тане Ост. Ово је одмах присилило Финце да повуку своје бродове из заједничке операције евакуације. Последњи немачки конвој кренуо из Кемија 21. септембра 1944. уз пратњу две подморнице, а касније (јужније од Оланда) и уз пратњу немачких крстарица. Након покушаја искрцавања, финске обалске артиљеријске батерије су 15. септембра код Утоа спречиле немачке полагаче мрежа да пређу у Балтичко море, пошто су добиле наређење да се зауставе немачке снаге. Међутим већ 16. септембра немачки поморски одред који се састојао од тешке крстарице Принц Еуген у пратњи 5 разарача је стигао до Утоа. Немачки крстарица је остала ван домета финских топова калибра 152 mm и запретила да ће отворити ватру из својих топова који су имали већи домет, ако Финци не дозволе немачким полагачима мрежа да прођу. Да би се избегло непотребно крвопролиће Финци су дозволили полагачима да прођу.
Фински десант је почео 30. септембра 1944. када су три транспортна брода без икакве пратње испловили из Оулуа ка Торнију. Стигли су 1. октобра и успели да искрцају своје трупе без икаквог ометања. Исто тако, други талас од четири брода 2. октобра и трећи талас са три брода су успели да искрцају војску без већих проблема, а само је један брод лакше оштећен дејством немачких понирућих бомбардера. Лоше време је 4. октобра спречило финску ваздушну пратњу да дође до Торнија, што је оставило четврти десатни талас рањивим на дејством немачких понирућих бомбардера Јункерс Ju 87 који су недколико пута погодили и потопили два брода. Пети талас 5. октобра је претрпео само мању штету од шрапнела иако је био бомбардован са обале и из вадзуха. Први фински ратни бродови су стигли са шестим таласом тачно да време да буду сведоци напада бомбардера Фоке-Вулф Fw 200 бомбама Хеншел Hs 293 без икаквих резултата. Долазак ратних бродфова је омогућио Финцима да безбедно искрцају тешку опрему која је одиграла важну улогу током битке за Торнијо.
Морнари на финским бродовима у финским и норвешким лукама које су контролисали Немци су били интернирани, а немачке подморнице су потопиле неколико финских цивилних бродова. Немачке подморнице су имале нешто успеха против финских ратних бродова, укључујући и потапање минополагача Лоухи. Најопаснија последица финског закључивања Московског примирја са Совјетским Савезиим је било то што су совјетске поморске снаге могле да заобиђу постојеће немачке минске препреке користећи финске приобалне воде. Ово је омогућило совјетским подморница које су сада биле стационоране у Финском архипелагу да постигну ране победе над немачким транспортима у јужном Балтичком мору.

## Лапонија
Споразум о прекиду ватре између Финске и Совјетског Савеза садржао је одредбе који су тражили да Финци прекину дипломатске односе са Немачком и јавно затраже повлачење свих немачких трупа из Финске до 15. септембра 1944. Све преостале трупе након истека рока требало је буду разоружане и предате Совјетском Савезу. Чак и са масивним напорима Немаца у операцији Бирке то се показало немогућим, а Финци су проценили да ће Немцима бити потребна три месеца да се у потпуности евакуишу. Задатак је додатно компликовао совјетски захтев да се највећи део финских оружаних снага демобилише, и онда када су покушали да изведу војну акцију против Немаца. Са изузетком становника подручја Торнио, већина цивилног становништва Лапоније (у укупном износу од 168.000 људи) је евакуисана у Шведску и јужну Финску. Евакуација је извршена као заједнички подухват немачке војске и финских власти пре почетка непријатељстава.

### Јесењи маневри
Како су Финци желели да избегну разарања у својој земљи, а Немци желели да избегну непријатељства, обе стране су желеле да се изврши евакуација што је глаткије могуће. До 15. септембра 1944. је постигнут тајни договор којим су Немци обзнанили Финцима свој распоред повлачења, а који су заузврат онда дозволили Немцима да уништавају путеве, пруге и мостове. У пракси су се убрзо појавиле свађе због разарања која су чинили Немци и због совјетског притиска на Финце, па се између две војске догодило неколико инцидената. Финци су распоредили своју 3. дивизију, 11. дивизију и 15. бригаду на обалско подручје, 6. и оклопну дивизију у Пудасјарви, и пограничну ловачку бригаду у источном делу земље.

### Почетни сукоби
Први отворени сукоб између финских снага и 20. брдске армије се десио 20 km југозападно од Пудасјарвија, око 8 часова 28. септембра 1944, када су финске претходнице прво позвале на предају, а затим отворили ватру на мали контингент немачке заштитнице. Ово је изненадило Немце, јер су се Финци претходно сложили да их упозори да ће бити приморани да предузму непријатељске акције против њих. Након овог инцидента поново је успостављен делимичан контакт; Немци су рекли Финцима немају никакав интерес да се боре против њих, али да се неће предати. Следећи инцидент се догодио 29. септембра на мосту преко реке Олхаве између Кемија и Оулуа. Фински војници, којима је наређено да мост заузму неоштећен, покушавали су да разминирају експлозив монтиран на мосту када су га Немци активирали, срушили мост и убили, између осталих, заповедника финске чете. Финци су 30. септембра покушали да опколе Немце у Пудасјарвију заобилазећи их кроз шуме, и успели су да пресеку пут који води ка северу. До тада, међутим, највећи део немачке војске из Пудасјарвија је већ отишао, оставивши за собом само један мали одред који је, након што је упозорио Финце, разнео складиште муниције.
Борбе су се распламсале 1. октобра 1944, када су Финци покренула ризични поморски десант у близини Торнија, на граници са Шведском. Десант је првобитно био планиран као диверзиони напад, са главним нападом који ће се десити у Кемију, где је фински одред Пенанен величине батаљона контролисао важне индустријске објекте на острву Ајос. Разни разлози - укључујући далеко јачи немачки гарнизон у Кемију, који је већ упозорен локалним нападима - натерали су Финце да промене место напада на Ројту (спољашњу луку Торнија). Финци су на почетку искрцали 11. пешадијски пук, који је, заједно са Грађанском гардом која је предводила устанак у Торнију, успео да обезбеди и луку и већи део града, као и важне мостове преко реке Торне, Међутим, напад је убрзо застао због неорганизованости - неке од њих су изазвала алкохолна пића опљачкана из немачких складишта - и учвршћивање немачког отпора. Током битке за Торнио која је уследила, Немци су се жестоко борили да поврате град, јер је он чинио важну саобраћајну везу између два пута који су ишли рекама Кемијоки и Торниоњоки. Њихове снаге у почетку чиниле дивизија Краутлер (приближно величине ојачаног пука) , а касније су појачане оклопном четом (2. четом Панзер Абтајлунг 211), двема пешадијских батаљона, и скијашком митраљеском бригадом Финска. Финци су појачали своје трупе са два пешадијска пука и успели да задрже област, одбивши неколико немачких контранапада. Тешка борба трајала недељу дана, до 8. октобра 1944, када су Немци били приморани да се коначно повуку.
И док су у међувремену финске трупе напредовале копном од Оулу ка Кеми, 15. бригада је споро напредовала, чак и са слабим немачким отпором. Њихов напредак је спутан ефикасним уништења путева и мостова од стране Немаца који су се повлачили, као и због недостатка борбености и код финских војника и код њихових команданата. Финци су напали Кеми 7. октобра 1944, покушавши да опколи Немце фронтални нападом 15. бригаде и нападом одреда Пенанен из позадине. Јак немачки отпор, цивили у подручју захваћеном борбом и „ослобођени“ алкохол су спречили Финце да постигну потпуни успех заробљавањем свих Немаца. Иако су финске снаге узеле неколико стотина заробљеника, нису успеле да спрече Немце да не сруше важне мостове преко реке Кемијоки када су почели повлачење 8. октобра.

### Даље акције у Лапонском рату
Како су се савезнички успеси против Немаца наставили, заповедништво 20. брдске армије, као и Врховна команда Вермахта, дошли су до закључка да би било опасно одржавати положаје у Лапонији и источној Норвешког источно од Лингена и почели припреме за повлачење. Након дугог одуговлачења, Хитлер је прихватио предлог 4. октобра 1944. и операција повлачења је добила име операција Нордлихт 6. октобра 1944. Уместо постепеног повлачења из јужне Лапоније у утврђене положаје на северу успут евакуишући материјал, као у операцији Бирке, операција Нордлихт је захтевала брзо и стриктно организовани повлачење иза фјорда Линген у Норвешкој под притиском непријатељских снага.
Како су се Немци повлачили, кретање је углавном било ограничено на близину три главна лапонска пута, што је значно ограничило војну активност. Војне акције су углавном пратиле шаблон у коме су финске претходнице наилазила на немачке одступнице и покушавале да их пешке заобиђу, пошто су уништени путеви спречавали да доведу артиљерију или друга тешка оружја. Како су финске пешадинцни полако пробијали свој пут кроз густе шуме и мочваре, моторизоване немачке јединице би се просто одвезле и заузеле положаје даље уз пут.
Финске трупе су почеле да гоне Немце. Финска 11. дивизија је напредовала на север од Торнија путем који је ишао дуж реке Торне док је 3. дивизија марширала до Кемија ка Рованијемију. Након што су се 6. и оклопна дивизија повезале код Пудасјарвија, напредовале су на север, прво ка Рануји, а затим према Рованијемију. Погранична ловачка бригада је ушла на север дуж источне границе. Због уништења путне мреже, Финци су били принуђени да користе борбене трупе да обављају послове оправки; нпр. повремено је цела 15. бригада била упослена на изградњи пута. Фински војници који су напредовали од Кемија ка Рованијемију нису имали никакву стварну борбу, пошто фински војници који су ишли пешице нису могли да стигну немачке моторизоване јединице; ипак, на путу који је водио од Рануе ка Рованијемију десило се неколико мањих окршаја, прво код Јлимаји, затим код Кивитајвалу и на крају за Рованијеми. Северно од Рованијемија Финци су наишли на добро утврђене немачке положаје код Танкавааре. На путу дуж река Торне и Муонијо, немачко повлачење је ишло тако глатко да није било борби све док финска 11. дивизија није стигла до села Муонијо.
Финци су 7. октобра у Илимаји заробили немачке документе на којима су били нацртани немачки положаји, што је приморало Немце да се боре у бици која је успорила њихов унапред одређен распоред; међутим, како су војске бројчано биле скоро изједначене, фински недостатак тешког наоружања и дуги маршеви су спречили финску ловачку бригаду да зароби немачки 218. моторизовани пук пре него што је он 9. октобра добио наређење да се повуче. У Кивитајвалу је 13. октобра дошло до окршаја и само је случајно повлачење 218. моторизованог пука спасило фински 33. пешадијски пук од тешких губитака. Немачко повлачење је дозволило Финцима да опколе један њихов одступнички батаљон, али се 218. моторизовани пук вратио и успео је да извуче опкољени батаљон. Прве финске јединице које су 14. октобра стигле до близине Рованијемија су били делови ловачке бригаде која је напредовала из Ранује. Немци су одбацили финске покушаје да освоје последње неоштећени мост преко реке Кемијоки и затим су 16. октобра препустили Финцима скоро разрушени град.
Финска демобилизација и тешки путеви за снабдевање су почели да узимају свој данак, и у Танкаваари четири батаљона финске ловачке бригаде су неуспешно покушали да истерају немачку 169. пешадијску дивизију, величине 12 батаљона, која је запосела унапред припремљене фортификације. Финске снаге су у ово подручје стигле 26. октобра, али су напредовали тек 1. новембра, када су се Немци повукли даље на север. У Муонију су немачка борбена група Еш од 4 батаљона и 6. СС дивизија Север опет имали бројчану и материјалну надмоћ у виду артиљерије и оклопне подршке, што је спречило Финце да стекну иницијативу, мада су у почетку били сасвим успешни у операцијама опкољавања који су извршиле 8. и 50. пешадијски пукови. Фински план је био да се спречи да 6. СС дивизија, која је марширала из правца Китиле, стигне до Муинија и да је ту ухвати у замку. Међутим, акције одуговлачења које је извела борбена група Еш и разарање путне мреже је учинило Финцима немогућим да стигну до Муонија пре 6. СС дивизије.

### Немачко повлачење у Норвешку
За већину практичних разлога рат у Лапонији се завршио почетком новембра 1944. У североисточној Лапонији након задржава Финаца код Танкавааре, Немци су се брзо повукли из Финске код Каригаснијемија 25. новембра 1944. Финска ловачка бригада која их је прогонила је већ била бројчано ослабљена због демобилизације. У северозападној Лапонији 4. новембра била су само 4 финска батаљона, а до фебруара 1945. једва 600 војника. Немци су наставили са својим повлачењем, али су остали на утврђеним положајима, прво у Палојоенсуу (село око 50 km северно од Муонија дуж реке Торне) почетком новембра 1944. одакле су 26. новембра кренули даље на север на положаје дуж реке Латасено. Немачка 7. брдска дивизија је држала ове положаје све до 10. јануара 1945. када је северна Норвешка испражњена и положаји код фјорда Линген запоседнути. Неки немачки положаји који су бранили Лингем су се протезали са финске стране границе, међутим, никакве праве активности није било пре него што су се Немци повукли из Финске 25. априла 1945.

## Последице
Од почетка рата Немци су систематски уништавали и минирали путеве и мостове како су се повлачили. Међутим, након што су се догодиле прве стварне борбе немачки командант генерал Лотар Рендулић је издао неколико наређења који су се тицали уништавања имовине у финској Лапонији. Строго наређење је издато 6. октобра које је као мете навело само војне објекте или објекте од војног значаја. Као резултат борби у области Торнија и Кемија је постало очигледно да Немци извели неколико бомбардовања, напавши фабричке области у Кемију и наносећи им велику штету на њима. Међутим, 9. октобра наређење за рушење је проширено тако да укључи све владине зграде са изузетком болница. Дана 13. октобра наређено да буду уништени сви стамбени објекти, укључујући и штале али са изузетком болница и цркви, северно од пруге која води од Јулиторнио преко Синете (село око 20 km северозападно од Рованијемија) до Соданкила (укључујући и наведена насеља) у северној Финској. Иако је из немачке перспективе ово имало смисла да се онемогући војсци која напредује да добије било какво склониште, ова акција је имала веома ограничен утицај на Финце, који су за разлику од Немаца увек носили шаторе са собом и није им био потребан никакав заклон.
У Рованијемију Немци су се у почетку углавном сконцентрисали на уништавање владиних зграда, али када се пожар отео контроли били су приморани да униште још неколико зграда. Немачки напори да се изборе са ватром су пропали и када се воз натоварен муницијом запалио у рованијемијској железничкој станици 14. октобра дошло је до огромне експлозије која је изазвала даља уништавања, као и ширење пожара на првенствено дрвене куће у граду. Немци су 16. октобра препустили сада већ разрушени град Финцима.
У свом повлачењу немачке снаге под заповедништвом генерала Лотара Рендулића су разрушили велике области северне Финске тактиком спаљене земље. Као резултат тога, око 40-47% станова у тој области је уништено, а покрајински главни град Рованијеми је спаљен до темеља, као и села Савукоски и Енонтекио. Две трећине зграда у важнијим селима Соданкила, Муонио, Колари, Сала и Пело су срушене, 675 мостова је дигнуто у ваздух, сви главни путеви су минирани, а 3.700 km телефонских линија је прекинуто.
Поред имовинских губитака, који су процењеи на 300 милиона америчких долара по курсу из 1945. (3,89 милијарди долара по курсу из 2013), око 100.000 становника су постале избеглице, што је додатно отежавало послератну обнове. После рата Савезници су судили Рендулићу за ратне злочине, и он је осуђен на 20 година затвора, мада су оптужбе које се тичу разарања Лапоније повучене. Пуштен је после шест година затвора.
Војни жртве сукоба су релативно ограничене: 774 убијених, 262 нестала и око 3.000 рањених финских војника, и 1.200 мртвих и око 2.000 рањених немачких војника. Још 1.300 немачких војника су постали ратни заробљеници, и предати су Совјетском Савезу према условима примирја са Совјетима. Интензивна немачка минирања су изазивала цивилне жртве деценијама после рата, а скоро 100 особа је убијено током операција деминирања. Стотине финских жена које су били верене за немачке војнике или радиле за немачку војску су отишле са немачким војницима, доживевши разне судбине.